# Odontomyia claripennis
Odontomyia claripennis är en tvåvingeart som beskrevs av Thomson 1869. Odontomyia claripennis ingår i släktet Odontomyia och familjen vapenflugor. Inga underarter finns listade i Catalogue of Life.